# 普请奉行
普请奉行是日本古代武家的一种职务，设立于江户幕府、旗本以及各藩。

## 江户幕府设置的普请奉行
在江户幕府，普请奉行是芙蓉间席的一个职位，属于从五位下的诸大夫角色，另有别名“御普请奉行”。这里的“普请”在佛教中意味着“广泛地让大众参与劳役”。
普请奉行负责城墙的修建、测量、地形测定等土木工程以及上水管理。定员通常为2名，由老中管理，俸禄为2000石。宽文六年（1666年）时，役料定为500俵，但在天和二年（1682年）这一做法被废除。下属职位包括普请下奉行、改役、普请方等。
与作事奉行、小普请奉行一起被称为“下三奉行”。

## 各藩设置的普请奉行
各藩也设有普请奉行职务，例如筑后有时称之为普请役，越后长冈藩则设有非常设的普请大奉行职务，负责统括普请奉行。
在户田氏时代的美浓大垣藩，普请奉行的人员为3至4人。